# Nesophlox
Nesophlox — рід серпокрильцеподібних птахів родини колібрієвих (Trochilidae). Представники цього роду мешкають на Багамських Островах та на островах Теркс і Кайкос. Раніше їх відносили до роду Колібрі-аметист (Calliphlox), однак за результатами молекулярно-філогенетичних досліджень 2014 і 2017 років, які показало поліфілітичність цього роду, вони були переведені до відновленого роду Nesophlox.

## Види
Виділяють два види:
- Колібрі-аметист багамський (Nesophlox evelynae)
- Колібрі-аметист інагуанський (Nesophlox lyrura)[7][8]

## Етимологія
Наукова назва роду Nesophlox походить від сполучення слів дав.-гр. νησος — острів і дав.-гр. φλοξ — полум'я.